# 長崎市立三和中学校
長崎市立三和中学校（ながさきしりつ さんわちゅうがっこう、Nagasaki City Sanwa Junior High School）は、長崎県長崎市為石町（ためし）にある公立中学校。略称「三中」（さんちゅう）。

## 概要
歴史
1949年（昭和24年）に当時西彼杵郡の隣接する三村（川原村・為石村・蚊焼村）が組合で設立した「岳南中学校」を前身とする。2009年（平成21年）に創立60年を迎えた。
校訓
「自立・親和・協力」
校章
学問を表すペン先3本と旧三村（川原・為石・蚊焼）を表す逆三角形の絵を組み合わせたものを背景にして、中央に「中」の文字を置いている。
校歌
歌詞は3番まであり、各番に校名の「三和中学」が登場する。
校区
長崎市立川原小学校・長崎市立為石小学校・長崎市立蚊焼小学校・長崎市立晴海台小学校校区。

## 沿革
前史
- 1947年（昭和22年）4月1日 - 学制改革（六・三制の実施）により、国民学校高等科が改組され、以下の新制中学校が小学校に併設される形で発足。
  - 「川原村立川原中学校」（かわら、川原村立川原小学校に併設。）
  - 「為石村立為石中学校」（ためし、為石村立為石小学校に併設。）
  - 「蚊焼村立蚊焼中学校」（かやき、蚊焼村立蚊焼小学校に併設。）
- 1948年（昭和23年）
  - 1月 - 三村組合立中学校建設の議が起こり、第1回中学校建設委員会が行われる。
  - 2月 - 三村の議決を経て、認可申請書が提出される。
  - 3月 - 認可され、三村組合が発足。組合管理者を蚊焼村長、副組合管理者を為石村長とする。
  - 7月 - 為石村議会が現在地を学校敷地として買い上げる。

統合
- 1949年（昭和24年）4月1日 - 上記3校を統合し、「川原・為石・蚊焼三村組合立岳南中学校」が発足。
  - 校舎が完成するまでの間、暫定的に各小学校に併設の形をとり、川原校舎・為石校舎・蚊焼校舎とする。
- 1950年（昭和25年）6月 - 校舎が完成し、移転を完了。
- 1955年（昭和30年）2月11日 - 三村が合併し、三和町が発足したため、「三和町立三和中学校」に改称。
- 1969年（昭和44年）4月1日 - 特殊学級1学級を設置。
- 1970年（昭和45年）5月 - 新校舎が完成。
- 1971年（昭和46年）
  - 4月 - 体育館が完成。
  - 4月1日 - 長崎県立三和学園に分校を設置。
- 1972年（昭和47年）3月31日 - 長崎県立三和養護学校（長崎県立鶴南特別支援学校の前身）の発足により、三和学園分校を廃止。
- 1976年（昭和51年）11月 - プールが完成。
- 1980年（昭和55年）3月 - 柔剣道場が完成。
- 1982年（昭和57年）7月 - 集中豪雨（長崎大水害）により、運動場・テニスコート・技術室が冠水するなど多くの被害を受ける[2]。
- 2005年（平成17年）1月4日 - 三和町が長崎市に編入されたことにより、「長崎市立三和中学校」（現校名）に改称。

## 著名な出身者
- 松永浩典（プロ野球選手（投手）・埼玉西武ライオンズ）

## アクセス
最寄りのバス停
- 長崎自動車（長崎バス）「三和中学校前」

最寄りの道路
- 長崎県道224号深堀三和線 - 国道499号と「栄上」（えいがみ）交差点でつながっている。

## 周辺
- 長崎市立為石小学校
- 三和学校給食共同調理場
- 為石郵便局
- 為石浄水場（2020年度末で用途廃止[3]）
- 長崎市役所三和行政センター
- 長崎市消防局南消防署 三和出張所
- 長崎県警察大浦警察署三和交番
- 長崎市三和体育館
- 元宮公園

## 関連事項
- 長崎県中学校一覧